# 斯萊特 (愛荷華州)
斯萊特（英語：Slater）是一個位於美國愛荷華州斯托里縣的城市。

## 地理
斯萊特的座標為41°52′49″N 93°40′54″W / 41.88028°N 93.68167°W，而該地的平均海拔高度為316米（即1037英尺）。

## 人口
根據2010年美國人口普查的數據，斯萊特的面積為3.26平方千米，當中陸地面積為3.26平方千米，而水域面積為0.00平方千米。當地共有人口1489人，而人口密度為每平方千米456人。